# Daglipulli
Daglipulli o  Dagllipulli corresponde a una localidad rural de la comuna de La Unión, Provincia del Ranco, Región de Los Ríos, Chile.

## Historia

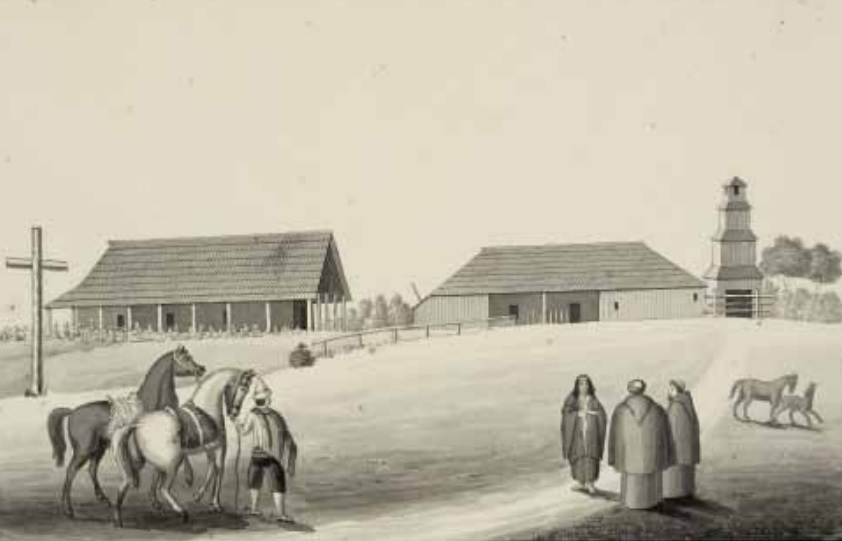
Misión de Daglipulli en el año 1852 por el naturalista Rodulfo Philippi.

La Misión Nuestra Señora del Rosario de Daglipulli, fundada en el año 1787 durante el gobierno del Gobernador de Valdivia, Mariano Pustela junto a una comunidad mapuche-huilliche.
En 1791 la localidad tenía como lonko a Juan Calfunguir. 
El 5 de diciembre de 1792 llega hasta esta localidad Tomás de Figueroa, quien incendió las rucas, hirió al cacique y mató a un niño, sus soldados tomaron a tres de las mujeres del cacique y a sus hijos, mataron a algunos. De acuerdo a las crónicas del misionero Francisco Xavier de Alday, varios se ahogaron en el río mientas huían.
El día 8 de septiembre de 1793 el cacique Calfuñir participa en el Parlamento de Las Canoas en Rehue en la actual ciudad de Osorno.
En 1803 el cacique Bernardo Callvuguru (Calfuñir) envía una carta la Gobernador de Valdivia, Juan Clarke.
En el año 1860 Rodulfo Amando Philippi realiza una excursión al Lago Ranco, Daglipulli y la zona cordillerana acompañado por su hijo Federico Philippi.

## Turismo
En esta localidad no existen servicios de alojamiento registrados.

## Accesibilidad y transporte
Antiguamente la localidad poseía una estación de trenes, la cual actualmente se halla suprimida. Además, a esta localidad está a 6,8 km de La Unión y se accede a través de la calle Arturo Prat y Ruta T-60.